# Cheyennernes krigerselskaber
Cheyennernes krigerselskaber var oprindeligt fire forskellige sammenslutninger eller grupper af våbenføre mænd i indianerstammen cheyenne. Med tiden kom to selskaber mere til. Enhver mandlig cheyenne tilhørte før eller siden et af disse selskaber.:335 

## Generelt om krigerselskaberne
Hvert selskab holdt sine egne møder, havde sine egne sange og danse, klædedragter, emblemer samt ceremonier.:58  Krigerselskaberne satte rammer for brugen af vold:14  og rettede stammens militære styrke mod ydre fjender i mere eller mindre organiserede kampagner.:122 
Et af krigerselskaberne blev årligt udvalgt til at opretholde ro og orden under fællesjagter og i store ceremonilejre.:58 
En leder stod gerne i spidsen for selskabet og havde syv mænd af høj rang til at assistere sig.:168  Med få undtagelser (The Dog Soldiers i tiden efter cirka 1830 og The Bowstrings) valgte selskaberne ledere og nye folk til særlige poster en gang om året.:153  Fire kvinder med et uplettet ry hjalp flere af selskaberne under møder og ceremonier.:168  Selskaberne gav adgang til nye folk, fra de var omkring femten år gamle,:164-169  og da i reglen efter først at være blevet inviteret med af et ældre medlem.:147 
Krigerselskaberne var levende og dynamiske organisationer. De udviklede sig i takt med tiden og omstændighederne, så hvad der var sandt om et krigerselskab på et bestemt tidspunkt, behøvede ikke at kendetegne det en generation senere.:160 

## Sweet Medicine opretter krigerselskaberne
Cheyenne-stammens store nyskaber af mytologisk karakter, Sweet Medicine, måtte som ung mand flygte ud af sin lejr efter at have udvist foragt for en ældre person. Lejrens folk indhentede ham aldrig under flugten, for hver gang de fik øje på ham, stod han på en ny og fjern bakkekam. Når han stillede sig op, var han bemalet på en anderledes måde end før og med et nyt våben eller genstand i hånden.:34-35 
Efter at have været væk i flere år kom Sweet Medicine tilbage til sit folk. Her stiftede han de fire første krigerselskaber. Han gav hvert selskab distinkte kendetegn i overensstemmelse med sine fire forskellige bemalinger og antræk på højderyggene under sin flugt.:58 

## De fire første krigerselskaber

### The Swift Foxes eller Kit Foxes
Sweet Medicine opkaldte et krigerselskab efter ræven, der er hurtig og får sit bytte. Han udnævnte otte ledere, heraf to med bestemmende magt ved indbyrdes uenighed. To mænd ville fungere som både de øverste lederes og hele selskabets tjenende ånder ved at bære vand og mad rundt ved møder. Sweet Medicine lærte selskabet et lille antal sange.:60 
Ved sammenkomster bar mændene gul og sort kropsbemaling. En af de særlige genstande at kende et Swift Fox-medlem på var en bue af en slags, henholdsvis beskrevet som værende uden buestreng:60  og som en bue-lanse.:168  Andre af selskabets insignier var et læderreb og en træpløk. Træpløkken og rebet (populært kaldet ”hundesnoren”) kom i brug, når et medlem frivilligt havde afgivet løfte om at holde grunden eller dø i kamp ved at binde sig til pløkken i jorden under angreb. Kun en anden kriger kunne komme ham til undsætning og løsne ham fra løftet ved at trække pløkken op.:60 
En af krigerselskabets sange fremdrog alderdommens gener som en god grund til at søge døden i kamp i tide som Swift Fox-medlem: ”En gammel mand mister sine tænder; jeg frygter den dag; jeg ønsker at dø før da.”:320 
Som optakt til et Swift Fox-togt efter heste mod shoshonerne i Wyoming omkring 1855 kaldte en lejrråber selskabets medlemmer hen til en bestemt tipi i lejren. Alle mødte op både bemalet og i deres bedste tøj og hørte om planerne. De, der meldte sig til turen, tog siden opstilling i udkanten af lejren og sang Swift Fox-sange på vejen hen til togtets initiativtager. Krigerne sad i hans tipi og sang natten igennem. Ved daggry dansede de ind mod lejrens midte med fire stop (det hellige antal) undervejs. Hele lejren fulgte med i, hvad der foregik. Gruppen af frivillige deltagere forlod endelig lejren til fods efter at alle forberedelserne med pemmican, ekstra mokkasiner til udturen og andet praktisk var klaret.:142-143 

### The Elks eller The Elk Horn Scrapers
Elk-selskabet eller The Elk Horn Scrapers fik navn efter dets musikinstrument af et stykke riflet gevir fra en wapitihjort, der var skåret i forenklet form og mindene nogle om en slange, mens andre så et firben. Ved dans sad et Elk-medlem med det tilskårne gevir holdt fast mod jorden og frembragte lyde ved at føre et benstykke hurtigt hen over rillerne.:158  En særlig lanse beviklet med odderskind og med toppen buet som en hyrdestav var et andet af selskabets kendetegn.:168 
Roman Nose, en af cheyennernes mest kendte krigere, var Elk-medlem.:337  Op til Rosebud-slaget i 1876 udpegede høvdingene Elk-selskabet til at gøre tjeneste som spejdere, og det lokaliserede da også general Crook og fulgte hærens bevægelser.:142-143 

### The Red Shields
Red Shield-selskabet lader til først at have været kendt under navnet Bull-selskabet, eller måske har begge navne været brugt i flæng om det. Under møder bar medlemmerne oprindeligt et rødmalet skjold af et bisonskind med halen stadig siddende.:152  De havde en skindhætte forsynet med rødmalede bisonhorn på hovedet,:166  og under dans skrabede de i jorden med foden som gale bisontyre og brølede højt.:152  Hver danser bar et spyd, oprindeligt med en stenspids, men i nyere tid udstyret med en spids af metal.:17 
På et tidspunkt før 1840 gled selskabets gamle, farverige kendetegn – som det specielle skjold – ud af brug.:152 

### The Dog Soldiers
Dog Soldier-selskabet var organiseret på den typiske måde med en øverste leder, der rådførte sig med syv assistenter af høj rang.:20  Fire særligt tapre mænd blev udset til at bære et slæbende skind (en ”hundesnor”) over skuldrene, som de ville fastgøre til jorden under hård kamp for at vise, at de ikke ville vige for fjenden.:338  Selskabets medlemmer bar rød kropsbemaling,:167  og de holdt deres møder i en tipi specielt til dette formål.:154  De gjorde sig bemærket under dans ved ikke at lade sig stoppe af et lavvandet vandløb, men bare fortsætte igennem det med tøj og mokkasiner på.:66 
Porcupine Bear bragte skam over selskabet i 1837. Som Dog Soldier-leder dræbte han en anden cheyenne under påvirkning af alkohol. Dog soldier-selskabet skulle egentlig have stået for den overordnede ledelse af et planlagt storangreb på kiowaerne i 1838, men som følge af lederens udåd gik æren videre til Bowstring-folkene.:74-75 
Dog Soldier-selskabet fik eller tiltog sig en bestemmende rolle i cheyenne-stammen i 1860erne ved at tiltrække mange unge mænd, der deltog i kampene mod de hvide:155  og også mod indianske fjender som pawnee, crow og shawnee.:200 

## De nyere krigerselskaber

### The Bowstrings
Medicinmanden Owl Man (også kendt som Big Owl og Owl Friend) oprettede dette krigerselskab mellem cirka 1815:148  og 1835:151  efter at være blevet ledt ind i en hule og reddet af ulvelignende væsener under en snestorm.:27  Væsenerne tog siden form som mennesker og sang og dansede med en lanse i hånden foran ham. Til sidst pålagde de ham at vende tilbage til sin lejr, hvor han skulle danne et krigerselskab med dem som forbillede.:147  Owl Man gjorde som de bad om og var leder af Bowstring-selskabet frem til sin død omkring 1860,:148  hvorefter Beard overtog lederposten.:149 
Owl Man var sydlig cheyenne, og det var fra denne division af den geografisk splittede cheyenne-stamme, at alle Bowstring-krigerne kom.:150  Hans krigerselskab har visse lighedspunkter med et formodet ældre Wolf-selskab, der gradvist afskaffede gamle elementer og tilføjede nye for til sidst at ende som Bowstring-selskabet.:150 
Bowstring-folkene var kendetegnet ved i hvert fald rød og nok også gul kropsbemaling samt tung dans med en fjerprydet lanse i hånden.:164  Selskabets navn er inspireret af dets specielle buer med en påsat lansespids (bue-lanser), der blev båret som en distinktion af udvalgte medlemmer under møder og parader i lejren.:146 

### The Crazy Dogs
Crazy Dog-selskabet eksisterede kun blandt de nordlige cheyenner og lignede på flere måder Bowstring-krigerselskabet med lutter sydlige medlemmer. Ligheden blev bemærket af selskaberne selv, og ved gensidige besøg sang og dansede de sammen som ét selskab.:149 
Det er blevet foreslået, at et ældre og gradvist opgivet Wolf-selskab ændrede sig til to næsten identiske krigerselskaber med forskellige navne i nord og syd i takt med cheyenne-stammens deling i to geografisk adskilte divisioner.:150 

## Selskaberne efter 1957
Ud af 386 adspurgte mænd i de nordlige cheyenners reservat i 1957 var de 205 medlem af enten Swift Fox-, Elk- eller Crazy Dog-selskabet.:71 
I 1964 eksisterede alle de beskrevne krigerselskaber på nær The Red Shields, der bortfaldt i 1903.:160 
Medlemmerne af stammens århundredegamle krigerselskaber afholder fra tid til anden møder,:71  og de udfører flere funktioner som før i tiden. Under soldansen skaffer de for eksempel stængerne brugt til bygningen af ceremonihytten,:109  og når et medlem af et selskab går bort, synger selskabet dets karakteristiske sange ved hans begravelse.:108  Tiden som krigere er forbi.